# Rhammatocerus variabilis
Rhammatocerus variabilis är en insektsart som först beskrevs av Bruner, L. 1900.  Rhammatocerus variabilis ingår i släktet Rhammatocerus och familjen gräshoppor. Inga underarter finns listade i Catalogue of Life.